# Nyakaledonienstare
Nyakaledonienstare (Aplonis striata) är en fågel i familjen starar inom ordningen tättingar.

## Utseende och läte
Nyakaledonienstaren är en liten och mörk stare med lysande rött öga, kort stjärt och relativt tjock näbb. Hanen är glansigt svart med ett svagt strimmigt mönster. Honan är grå, något ljusare undertill. Vanligaste lätet är en förvånansvärt ljus, fallande vissling. Den har även en mer sällan hörd dämpad och irrande sång.

## Utbredning och systematik
Nyakaledonienstare delas in i två underarter:
- Aplonis striata striata – förekommer i skogar på Nya Kaledonien
- Aplonis striata atronitens – förekommer på Lojalitetsöarna

Nya Kaledoniens läge i regionen.

## Status
Nyakaledonienstaren har ett begränsat utbredningsområde. Beståndsutvecklingen är oklar, men den anses inte vara hotad. IUCN kategoriserar arten som livskraftig.